# Tina Stowell
Pour les articles homonymes, voir Stowell.
Tina Stowell, née le 2 juillet 1967 à Nottingham, baronne Stowell de Beeston, est une femme politique britannique. 

## Biographie
Le 10 janvier 2011, elle est créée pair à vie en tant que baronne Stowell de Beeston, de la ville de Beeston dans le Nottinghamshire. Elle entre à la Chambre des lords le 13 janvier suivant.
Lady Stowell est Leader de la Chambre des lords et Lord du Sceau Privé, et membre à ce titre du gouvernement Cameron, de 2014 à 2016.